# In My Dreams
In My Dreams (bra: Em Meus Sonhos; esp: En mis sueños) é um telefilme da antologia Hallmark Hall of Fame dirigido por Kenny Leon e escrito por Teena Booth e Suzette Couture. Estreou na ABC em 20 de abril de 2014 e estrelou Katharine McPhee e Mike Vogel. Esta é a última apresentação do Hallmark Hall of Fame antes de ser transferido para o Hallmark Channel.

## Sinopse
Natalie e Nick não têm sorte no amor definitivamente. Jogando moedas em uma fonte, os dois realizam um desejo. Logo, começam a sonhar um com o outro. Mas eles devem correr contra o tempo para transformar os sonhos em realidade, já que só têm uma semana para estarem juntos.

## Elenco
| Ator            | Personagem    |
| --------------- | ------------- |
| Mike Vogel Nick | Natalie Russo |
| JoBeth Williams | Nick Smith    |
| Joe Massingill  | Charlotte     |
| Rachel Skarsten | Joe Yablonski |
| Antonio Cupo    | Jessa         |
| Jessalyn Wanlim | Mario         |
| Chiara Zanni    | Sharla        |

## Recepção
Brian Lowry, da revista Variety, deu uma crítica positiva afirmando: “Este é um dos filmes mais satisfatórios que a lendária franquia já fez". em algum tempo, após uma sequência caracterizada por fracassos e classificações medíocres que parecem ter colocado em dúvida sua futura difusão”